# رود میتسوبیشی
رود میتسوبیشی (به لاتین: Mitsuishi River) یک رود در ژاپن است که در Hokkaido Prefecture واقع شده‌است.